# Jadwiga Smosarska

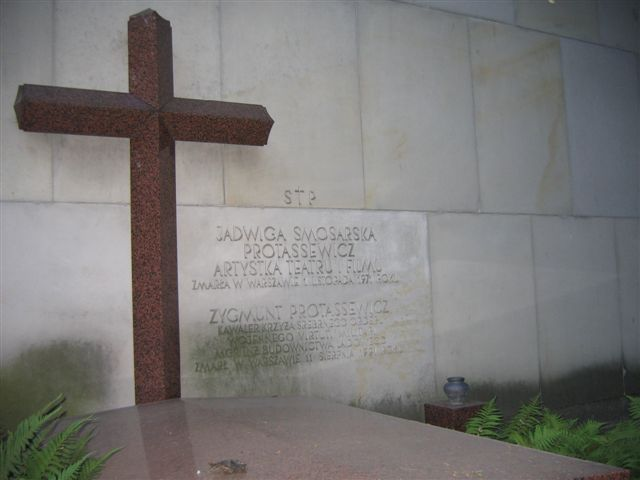
Tumba de Smosarska y su marido, Zygmunt Protassewicz, en el Cementerio Powązki

Jadwiga Filipina Smosarska (23 de septiembre de 1898 – 1 de noviembre de 1971) fue una actriz teatral y cinematográfica polaca.
Nacida en Varsovia, Polonia, debutó en el cine en 1919 con el film de Aleksander Hertz Dla szczęścia, y a lo largo de su carrera entre 1919 y 1937 actuó en 26 producciones cinematográficas.
Falleció en su ciudad natal en 1971. Fue enterrada junto a su marido, Zygmunt Protassewicz, en el Cementerio Powązki de Varsovia.

## Filmografía
| - 1919 - Dla szczęścia - 1920 - Bohaterstwo polskiego skauta - 1921 - Cud nad Wisłą - 1922 - Tajemnica przystanku tramwajowego - 1922 - Strzał - 1922 - Kizia - 1923 - Niewolnica miłości - 1924 - O czym się nie mówi - 1925 - Iwonka - 1926 - Trędowata - 1927 - Uśmiech losu - 1927 - Ziemia obiecana - 1928 - Tajemnica starego rodu | - 1929 - Grzeszna miłość - 1930 - Na Sybir - 1932 - Księżna Łowicka - 1932 - Rok 1914 - 1933 - Prokurator Alicja Horn - 1934 - Czy Lucyna to dziewczyna? - 1935 - Dwie Joasie - 1936 - Jadzia - 1936 - Barbara Radziwiłłówna - 1937 - Ułan Księcia Józefa - 1937 - Skłamałam - 1939 - Życie na opak |